# Rhamphomyia ryongaksanensis
Rhamphomyia ryongaksanensis är en tvåvingeart som beskrevs av Bartak 1997. Rhamphomyia ryongaksanensis ingår i släktet Rhamphomyia och familjen dansflugor. Inga underarter finns listade i Catalogue of Life.